# Graybar Building
El Graybar Building, también conocido como 420 Lexington Avenue, es un rascacielos histórico de oficinas de 30 pisos en Midtown Manhattan, Nueva York (Estados Unidos). Diseñado por Sloan & Robertson en estilo art déco, está en 420–430 Lexington Avenue entre las calles 43 y 44, adyacente a Grand Central Terminal.
El edificio fue erigido dentro de Terminal City, una serie de edificios sobre las vías subterráneas de Grand Central. Como tal, la superestructura está construida completamente sobre las vías de la terminal y ocupa los derechos aéreos inmobiliarios de estas. La planta baja incluye el Graybar Passage, un pasadizo público que conduce desde Lexington Avenue hasta Grand Central Terminal. En los pisos superiores, el edificio tiene espacio para oficinas con retranqueos y patios de luz para cumplir con la Ley de Zonificación de 1916. A diferencia de los edificios anteriores en Terminal City, el Graybar carece de ornamentación.
Cuando comenzó la construcción en 1925 se conocía como el Eastern Terminal Office Building. La estructura fue rebautizada en 1926 en honor a Graybar, uno de sus arrendatarios originales. Se inauguró en abril de 1927 y se arrendó por completo en menos de un año. La propiedad pasó varias veces antes de que los actuales propietarios, SL Green Realty, lo compraran en 1998. La Comisión de Preservación de Monumentos Históricos de Nueva York lo designó monumento oficial en 2016.

## Sitio
Está delimitado por Lexington Avenue al este y el viaducto de Park Avenue al oeste, que corre entre 44th Street en el norte y 43rd Street en el sur. El lado occidental debajo del viaducto de Park Avenue se enfrenta a Depew Place, que se trazó cuando se construyó el Grand Central Depot original a fines del siglo XIX, y se destruyó con la construcción de la terminal actual. El callejón todavía sobrevive como camino de entrada a la oficina de correos cercana.

### Edificios anteriores
En 1871, el Ferrocarril Central de Nueva York construyó el Grand Central Depot, un depósito a nivel del suelo en la intersección de Park Avenue y 42nd Street, que sería reemplazado en 1900 por Grand Central Station, también ubicada a nivel del suelo. El sitio, ubicado justo al este del depósito y la estación, fue ocupado en parte por el Grand Central Palace original, que fue construido c. 1893 y posteriormente utilizado como hotel. El sitio también tenía una pequeña oficina de correos en la planta baja. El 8 de enero de 1902, un choque entre dos trenes de vapor en el túnel de Park Avenue mató a 15 personas, llevó al presidente de New York Central, William H. Newman, a anunciar la construcción de una nueva estación terminal subterránea.
La tierra bajo el original Grand Central Palace fue originalmente propiedad de la finca del empresario Robert Goelet, quien murió en 1899. En 1902, varios meses después del fatal accidente del túnel de Park Avenue, los fideicomisarios de la finca Goelet ofrecieron el terreno a New York Central para su uso como oficina de correos. El sitio fue adquirido por New York Central en 1904, y se construyó una terminal temporal de 14 vías debajo del Palacio mientras la antigua Grand Central Station se demolía en secciones. : 106–107  El Palacio original fue demolido en 1913 para dar paso a la construcción de Grand Central Terminal. La oficina de correos de la terminal, el Commodore Hotel New York y el Graybar ocuparían más tarde el emplazamiento del palacio.
La finalización de Grand Central Terminal resultó en el rápido desarrollo de las áreas alrededor de Grand Central, y un aumento correspondiente en los precios de los bienes raíces. : 6  Para 1920, el área se había convertido en lo que The New York Times llamó "un gran centro cívico". El sitio de 83,8 por 76,2 m había sido despejado antes de 1919 para dar paso a la oficina de correos, pero el futuro sitio del Graybar aún no se había desarrollado.

## Diseño

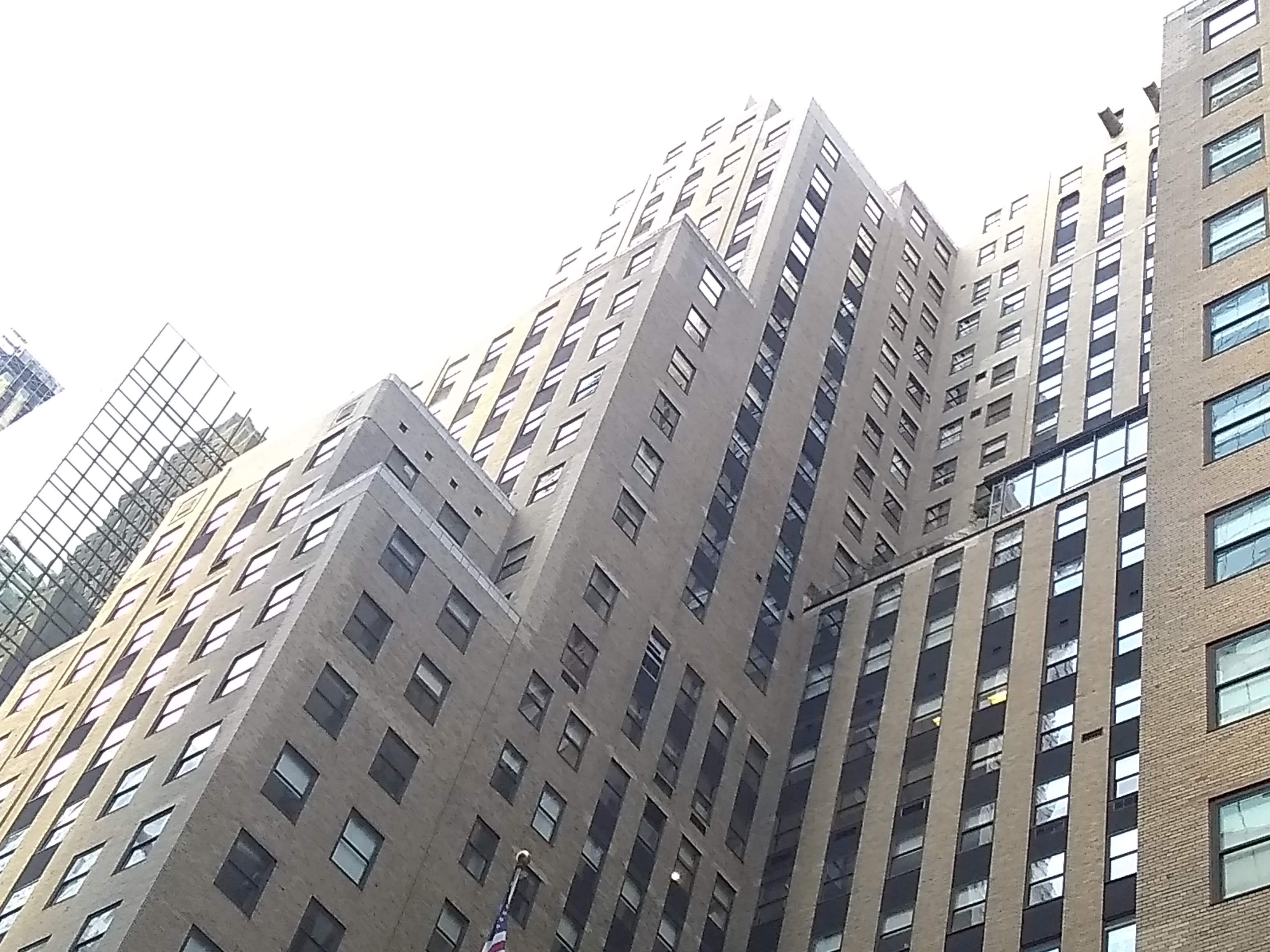
Retranqueos en la parte superior de la fachada este

Gráfico de la Ley de Zonificación de 1916 con un ejemplo de elevación para una calle de 24,3 m (80 pies) en un distrito de 2½ veces la altura

El Graybar fue diseñado por Sloan & Robertson en estilo art déco, con Clyde R. Place como ingeniero consultor. Está ubicado oficialmente en 420 Lexington Avenue, aunque también ocupa los lotes en 420–430 Lexington Avenue. El edificio Graybar mide 107 m altura, con 30 pisos. Tiene una superficie construida de unos 125 000 m².
Fue uno de varios edificios en las inmediaciones de Grand Central Terminal que se erigieron tras completarse la terminal en 1913. Las vías y plataformas estaban ubicadas bajo tierra, a diferencia de las de Grand Central Depot y Grand Central Station, que reemplazó. La construcción se financió en parte con la venta de derechos aéreos sobre el suelo para el desarrollo inmobiliario, que colectivamente se denominaron Terminal City. En la década de 1990, como parte de la creación de un área de zonificación especial cerca de Grand Central, los planificadores consideraron el sitio del Graybar para el posible desarrollo de otro edificio, con el fin de hacer uso de los derechos de aire excedentes sobre el sitio de Grand Central. Estos planificadores citaron "sistemas obsoletos; no espacio de oficina de primera clase; ubicación privilegiada; [y] lote grande". En 2012 se presentó otra propuesta para hacer uso de los derechos de aire del sitio del edificio Graybar como parte de una rezonificación de East Midtown. La propuesta de 2012 llevó a la designación del Graybar como un hito de la ciudad en 2016, a fin de evitar que sea demolido para el desarrollo de los derechos aéreos.

### Forma
A diferencia de los edificios anteriores en Terminal City, el Graybar fue diseñado sin ornamentación y fue construido con retranqueos y patios de luz para cumplir con la Ley de Zonificación de 1916. La parte occidental del edificio tiene la forma de una "H" mayúscula, mientras que la oriental consta de dos brazos que se ramifican hacia el este, dándole la forma de una "C". La "H" y la "C" forman tres patios de luz: un conjunto de canchas orientadas al norte y al sur en la parte occidental del edificio, dentro de la "H", y un patio de 21 metros de ancho orientado al este en la parte este del edificio, dentro de la "C". La presencia de los tres patios de luz dio como resultado que gran parte del área del piso estuviera cerca de una ventana, y el edificio incorporó más de 4 300 aberturas de ventanas.
Debido a la Ley de Zonificación de 1916 resultó en una estructura que incorporó retranqueos en el costado de Lexington Avenue. Estos están en los pisos 15, 17, 19 y 23. La ordenanza estaba destinada a permitir que la luz natural llegara a las calles y los pisos inferiores de los rascacielos. Las elevaciones laterales no presentan ningún retranqueo. La fachada norte se enfrenta a una sección más corta del edificio Graybar; la fachada sur da a Grand Central Market y Grand Hyatt New York; y la fachada occidental da a Depew Place. el Viaducto de Park Avenue y el edificio principal de Grand Central.

### Fachada
Excepto en la base, la fachada del Graybar carecía en su mayor parte sin decoración. La fachada estaba hecha de ladrillo y piedra caliza de Indiana, y la base era de piedra caliza. Algunas de las enjutas dentro de cada ventana contienen ladrillo negro; estos dan la apariencia de "sutiles bandas verticales" que contrastan con las partes más prominentes de la fachada para "acentuar la altura de la estructura". Hacia la parte superior de la fachada contigua a Lexington Avenue hay cuatro chorros de agua en forma de gárgola.

#### Portales

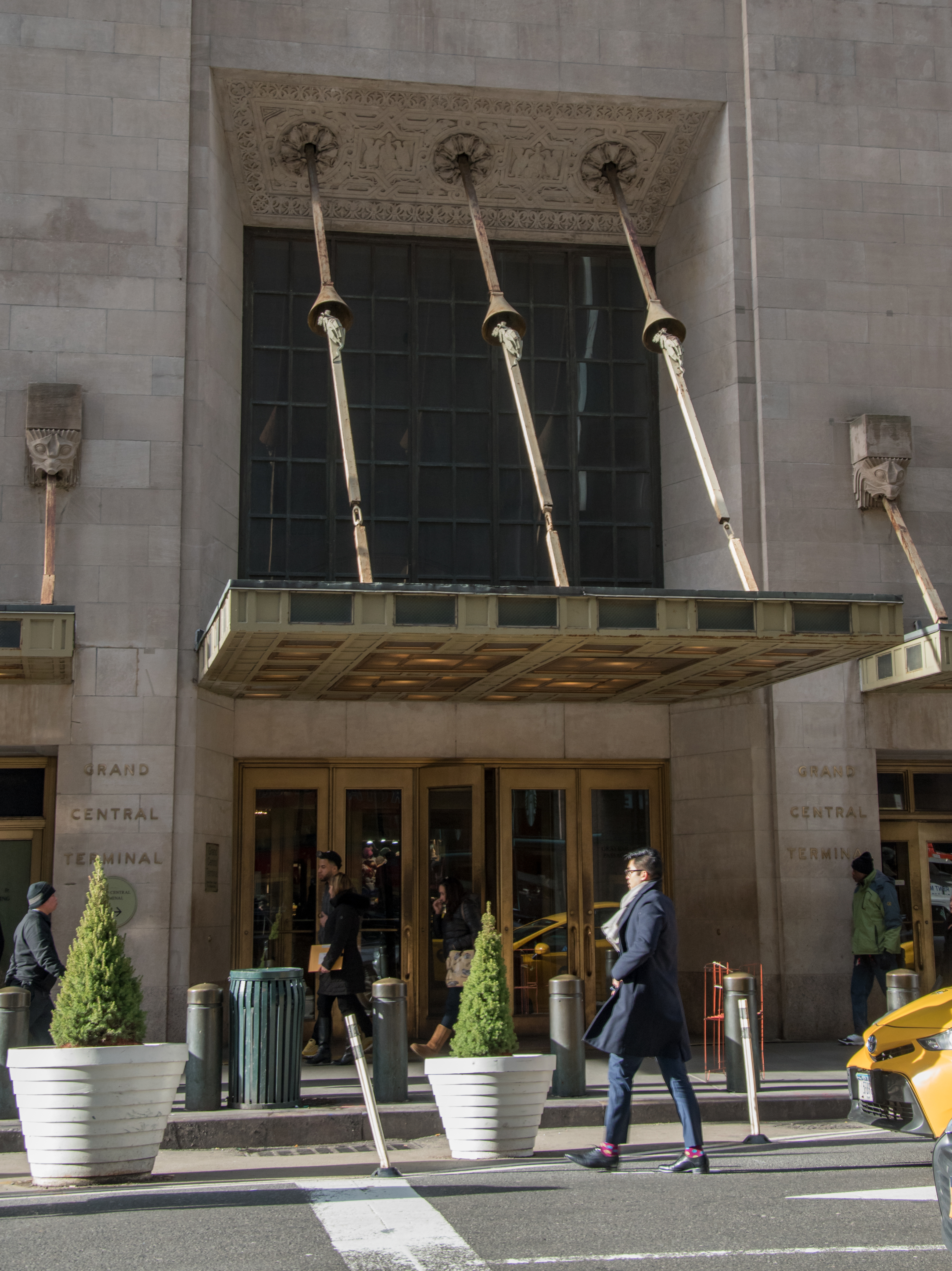
Portal de entrada sur, marquesina central

El Graybar tiene tres portales de entrada desde Lexington Avenue en el este. El portal más al sur conduce desde 43rd Street hasta Graybar Passage, que conecta al oeste con Grand Central Terminal. Este portal tiene tres juegos de puertas con marquesinas independientes para cada uno. El juego central de puertas se encuentra debajo de una carpa sostenida por tres puntales metálicos diagonales, mientras que las carpas sobre las puertas laterales están sustentadas por dos puntales. En cada uno de los puntales hay figuras de metal de ratas corriendo hacia arriba, en la dirección de "protectores en forma de embudo invertidos" a lo largo de los puntales. El arquitecto John Sloan declaró en un artículo de The New Yorker de 1933 que representaban a la ciudad como un "gran centro de transporte y un gran puerto marítimo", con su temática "marítima". El gerente del edificio, Herbert Metz, le dijo al Times en 1955 que las esculturas de ratas "simbolizan un barco", que por extensión, evoca imágenes de un puerto. Estas ratas, retiradas en la década de 1990, fueron reemplazadas durante la renovación del edificio a finales del siglo XX.
En el portal central hay un relieve, que muestra las letras mayúsculas "graybar building" y muestra dos "criaturas guardianas aladas". También hay pares de figuras fuera de cada portal, cada una mide 6,1 m de altura. Las figuras del portal sur representan aire y agua; las figuras del portal norte representan tierra y fuego; y las figuras del portal del centro simbolizan la electricidad y el transporte. Se representaron rayos de luz que irradiaban desde la cabeza de cada figura. Otra ornamentación en la base del edificio incluyó luces hechas de metal y vidrio, ubicadas justo afuera de las puertas, así como rejillas verticales de piedra. Sloan afirmó que estas características estaban destinadas a evocar un ambiente "oriental", que encaja con el nombre del propietario original del edificio, Oficinas del Este. Encima del portal central hay asta de bandera de 20 m de altura con celosías multicolores en su base.
El portal norte en la calle 44 probablemente estaba destinado a ser una tercera entrada, pero nunca se usó como tal. Se planeó junto con un pasillo norte-sur, que habría llevado desde Grand Central a una expansión sin construir de la oficina de correos contigua al lado norte del edificio.

### Interior

#### Nivel del suelo

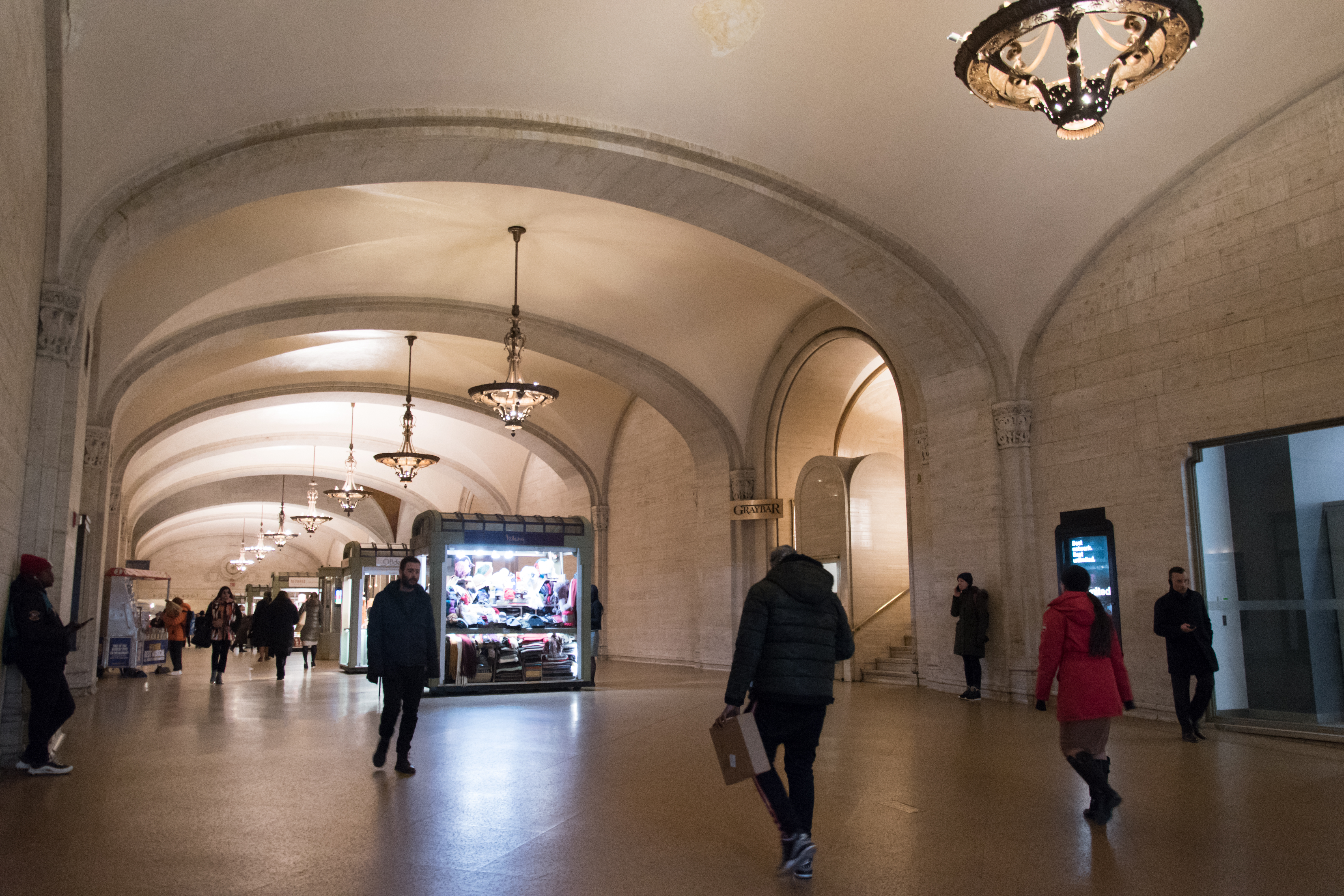
El Pasaje Graybar, construido para conectar Grand Central Terminal con Lexington Avenue, fue una estipulación en el contrato de arrendamiento que permitió que se erigiera el Edificio Graybar

El portal más al sur conduce al Graybar Passage, uno de los tres pasillos oeste-este que conectan Grand Central con Lexington Avenue. Fue construido en el primer piso del edificio Graybar en 1926. El pasillo tiene un techo de 8,5 m y mide en gran parte 12,2 m ancho, ensanchándose a 18,3 m en su extremo occidental. Para evitar la congestión, no hay escaparates a lo largo del pasillo. Hay tres puertas que parten del lado norte del pasaje, que conducen a seis de las vías. Sus muros y siete grandes arcos transversales son de travertino de sillería curvada, y el suelo es de terrazo. El techo está compuesto por siete bóvedas de arista, cada una de las cuales tiene un candelabro de bronce ornamental. Las dos primeras bóvedas, vistas desde la salida de Grand Central, están pintadas con cúmulos, mientras que la tercera tiene un mural de 1927 de Edward Trumbull que representa el transporte estadounidense.
El portal central del edificio se conecta a un vestíbulo de ascensor utilizado por los inquilinos. Hay otro pasillo que va desde el vestíbulo del ascensor hasta el Pasaje Graybar. La sección norte de la planta baja tenía un banco. La planta baja también albergaba una extensión de la oficina de correos de Grand Central. 

#### Sótano y subestructura
El edificio utilizó 23 000 t de acero, y entre 130 000 y 150 000 m² de hormigón. El edificio y las pistas debajo de él contienen cimientos unidos a la roca debajo. Sin embargo, aunque hay marcos estructurales separados que sostienen el edificio y las vías, los arquitectos del Graybar descubrieron que las vibraciones de los trenes que pasaban podían atravesar la estructura que soporta las vías y luego a la roca, lo que provocaba vibraciones en el edificio. Para remediar esto, se incrustó una hoja de plomo dentro de un "tapete" de hormigón que absorbe las vibraciones, y allí se ancló el acero estructural del Graybar.
Los sótanos eran una extensión de la propia Grand Central Terminal, y su construcción fue financiada por el Ferrocarril Central de Nueva York. Los sótanos tienen varias pistas y plataformas; salas de descanso para los porteros de "gorra roja" en Grand Central; y la subestación eléctrica M42 de la terminal. Doce pistas y plataformas en el nivel inferior de la terminal se alargaron unos 67 m cuando se construyó el Graybar. Las salas de descanso de los porteros incluían vestuarios, una cocina, un restaurante y concesiones como un sastre. La subestación M42 tiene unos 30,5 m por debajo del nivel del suelo del Graybar y se inauguró en 1930, tres años después de su finalización. Al oeste de la subestación hay numerosas instalaciones auxiliares, incluidos almacenes para equipos; una tolva de carbón; y talleres para carpinteros, pintores, herreros, albañiles, instaladores de tuberías, electricistas y reparadores de camiones y proveedores de baterías. En el lado sur del Pasaje Graybar hay ascensores que llevan al sótano. 

#### Pasaje de metro cerrado
Un pasaje subterráneo de la estación Grand Central-42nd Street del metro de Nueva York anteriormente conducía al portal sur del edificio Graybar. El pasillo de 37 m de largo conducía hacia el norte desde otro pasillo que conectaba con el edificio Chrysler hacia el este. En un informe publicado en 1991, el Departamento de Planificación Urbana de Nueva York recomendó cerrar el paso debido a su bajo uso y a su proximidad a otras conexiones. Después de que una mujer fuera violada en otro pasaje del metro, el pasaje del metro de Graybar y otros 14 fueron cerrados por orden de emergencia de la Autoridad de Tránsito de Nueva York el 29 de marzo de 1991, y luego se llevó a cabo una audiencia pública. Desde el 1 de enero de 1990 hasta su cierre, se habían cometido 365 delitos graves en el pasaje del metro de Graybar, convirtiéndolo en el más peligroso de los 15 pasajes ordenados cerrados. El pasadizo estaba ubicado detrás de una cabina de fichas, lo que dificultaba el patrullaje; en el momento de su cierre, el pasillo se describió como "engañosamente largo y traicionero". 

## Historia

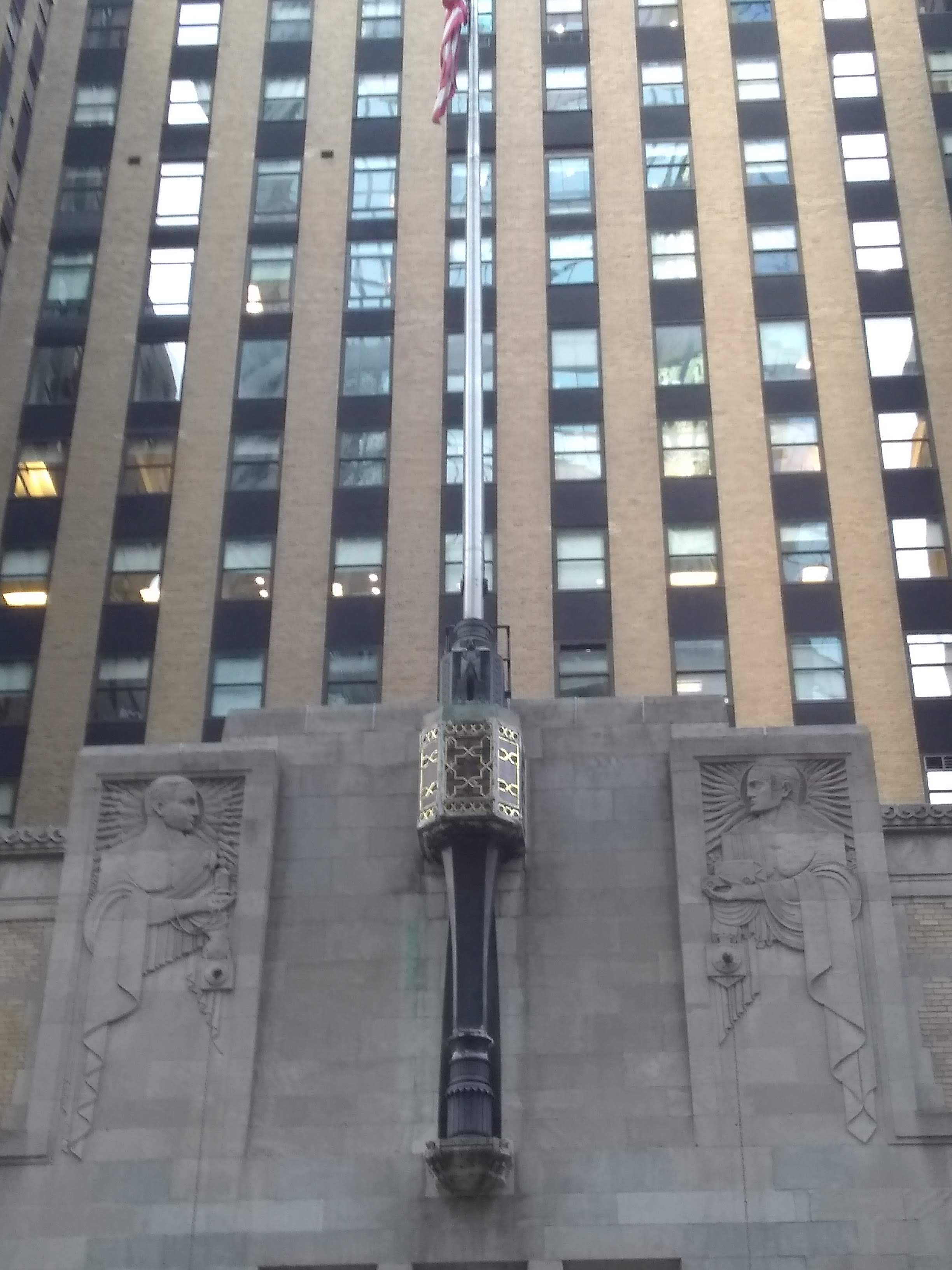
Base de mástil en la fachada de Lexington Avenue del edificio Graybar

Eastern Offices Inc. indicó en agosto de 1925 que quería construir el "edificio de oficinas más grande del mundo", una torre de 30 pisos que ocupara todo el sitio. Las Oficinas del Este habían firmado un acuerdo para arrendar el sitio de New York Central por 21 años, que podría renovarse dos veces, por un período de arrendamiento máximo total de 63 años. El acuerdo estipulaba que el edificio tenía pasillos hacia la terminal y hacia la estación Grand Central-42nd Street del metro de Nueva York debajo, así como espacio de oficinas de "alto grado" e "instalaciones auxiliares"para New York Central. Eastern Offices estaba bajo el control de Todd, Robertson y Todd Engineering Corporation, que más tarde colaboraría en la construcción del Rockefeller Center bajo el nombre Associated Architects. En octubre de 1925 se emitieron bonos por valor de 10 millones de dólares.
La estructura se conoció originalmente como el Edificio de Oficinas de la Terminal Oriental. En mayo de 1926, Graybar Electric Company arrendó el piso 15. El presidente de Graybar era amigo de uno de los socios de Todd, Robertson y Todd, y la empresa de publicidad J. Walter Thompson no quería derechos de nombre, a pesar de haber alquilado más pisos. Como resultado, el proyecto se conoció como el Graybar Building. 
El permiso de construcción del Graybar fue emitido por el Departamento de Edificios de Nueva York en 1925, cuando se proyectaba que el edificio costaría12,5 millones de dólares. La excavación comenzó a principios de 1925 y los cimientos se cavaron a una profundidad máxima de 27,4 m. Debajo del sitio estaba la pista 200, que giraba alrededor de Grand Central. Debido a que esta que permanecer en funcionamiento durante la construcción del edificio, se trasladó a una estructura elevada temporal. Para cuando Graybar alquiló su espacio en mayo de 1926, se había comenzado a trabajar en la construcción del acero estructural del edificio. Gran parte de las 23 000 t la estructura de acero se ubicaron bajo tierra debido a la complejidad de la infraestructura del área. Se dijo que el acero estaba cerca del "nivel de la calle" en agosto de 1926, y el 8 de octubre de ese año se llevó a cabo una ceremonia para marcar la erección de la última pieza de acero.
Los artículos de noticias y los comunicados de prensa describían tanto el estado de la construcción como la escala del trabajo. Un artículo del Brooklyn Daily Eagle en septiembre de 1926 declaró que el edificio tenía "casi 12,5 ha de arcos de piso de hormigón de ceniza y pisos de cemento". El Brooklyn Times-Union afirmó que, si hubiera una persona por cada 9,3 m² dentro de los 125 000 m² de espacio para oficinas, el edificio constituiría la 43a localidad más grande del estado de Nueva York. The Eagle también publicó un artículo que describía cómo las vibraciones de los trenes que pasaban se reducirían mediante la instalación de plomo incrustado en el hormigón. El ladrillo y los arcos y pisos de cemento se instalaron a partir de fines de 1926. A principios de 1927, unos 1.100 trabajadores estaban amueblando los interiores con dichos materiales, incluidas 5.000 puertas, mientras Edward Trumbull completaba los murales en el Pasaje Graybar en el primer piso del edificio. Ese marzo, el Eagle declaró que las oficinas estarían listas para el 1 de abril.

### Uso y años posteriores
Una vez finalizado, el edificio Graybar se caracterizó como el edificio de oficinas más grande del mundo, con espacio para más de 12 000 trabajadores de oficina. Aunque los primeros inquilinos se mudaron al edificio en abril de 1927, el certificado de ocupación no se emitió hasta ese mes de julio. Toda la superficie del edificio se había alquilado en enero de 1928. En 1928 se emitirían otros 12 millones de dólares en bonos, con una tasa Un préstamo de 6,5 millones de dólares para el edificio se colocó con Equitable Life Assurance Society en 1944. El préstamo se colocó para refinanciar los bonos restantes al 5% emitidos en 1928. Seis años después, Aetna colocó un préstamo de 5,6 millones de dólares a 16 años en el edificio Graybar.
El edificio Graybar y el cercano edificio Chryslervendieron en 1953 por 52 millones de dólares. Los nuevos propietarios eran Webb and Knapp, empresa de William Zeckendorf, que tenía una participación del 75 % en la venta, y Graysler Corporation, que tenía una participación del 25%. En ese momento, se informó que era la venta de bienes raíces más grande en la historia de Nueva York. En 1957, el edificio Chrysler, su anexo y el Graybar se vendieron por 66 millones de dólares al sindicato de bienes raíces de Lawrence Wien, estableciendo un nuevo récord para la venta más grande de la ciudad. Webb y Knapp continuaron alquilando el edificio hasta 1960, cuando el arrendamiento se vendió a un grupo de 8.000 inversores por más de 3 millones de dólares.
Graybar trasladó su sede fuera del edificio en 1982. En 1998, SL Green Realty adquirió el subarrendamiento del edificio a una sociedad liderada por la empresaria Leona Helmsley. SL Green había pagado 165 millones de dólares, ganando el contrato de arrendamiento sobre otros postores como Harry B. Macklowe, Steve Witkoff y Andrew S. Penson. En ese momento, el edificio tenía una tasa de desocupación del 20 % y SL Green planeaba gastar 8 millones de dólares para renovar el edificio. La Terminal Grand Central adyacente, incluido el Pasaje Graybar, también se estaba renovando al mismo tiempo. Las renovaciones incluyeron una nueva entrada y vestíbulo; la limpieza a vapor de la fachada; y techos, pisos y baños renovados. A mediados de 2016, la Comisión de Preservación de Monumentos Históricos de Nueva York (LPC) propuso proteger doce edificios en East Midtown, incluido el Edificio Graybar, antes de los cambios propuestos en la zonificación del área. El 22 de noviembre de 2016, el LPC designó el edificio Graybar y otros diez edificios cercanos como puntos de referencia de la ciudad.
Para 1927, todos los espacios del edificio Graybar se habían alquilado y, según un escritor de The New York Times, el éxito del edificio demostró que los "inquilinos de oficinas de clase alta" estaban dispuestos a mudarse a Lexington Avenue. Uno de los primeros arrendatarios fue la editorial Condé Nast, ubicada en el piso 19, que firmó un contrato de arrendamiento en 1925. Graybar Electric Company, homónima del edificio, ocupaba el piso 15, mientras que el anunciante J. Walter Thompson alquilaba espacio adicional. Otro inquilino era una sucursal de Chase Bank en la parte norte de la planta baja, cuyo diseño excluía los recintos para cajeros bancarios que estaban presentes en la mayoría de las otras sucursales de bancos comerciales. Las publicaciones de Condé Nast Vanity Fair, Vogue y House & Garden también ocuparon un espacio en el edificio Graybar. Sin embargo, otros inquilinos tempranos incluyeron a Remington Rand, Turner Construction, YMCA y los arquitectos asociados responsables del diseño del Rockefeller Center. Los inquilinos posteriores llegarían a incluir la División de Control de Bebidas Alcohólicas del Estado de Nueva York.
Los inquilinos modernos en el edificio Graybar incluyen Metro-North Railroad, Metropolitan Transportation Authority, New York Life Insurance Company y DeWitt Stern Group. Además, su actual propietario SL Green ocupa espacio en el edificio.

## Recepción de la crítica
Durante la construcción, muchos críticos contemporáneos describieron el tamaño y la escala del edificio en lugar de su diseño. El Brooklyn Daily Eagle en 1926 describió cómo el espacio del piso del edificio era equivalente al área de varios bloques en Midtown si se extendía en una sola superficie. Un escritor de The New Yorker declaró en noviembre de 1927 que el edificio era "probablemente el algo más grande, o el algo más alto, o el algo más espacioso del mundo, pero no sabíamos qué". El New York Herald Tribune observó que si todos los materiales para el edificio llegaran a la vez, se necesitarían 4.625 vagones de tren de carga, que se extendían 80,5 km.
Los críticos del diseño del edificio tendían a verlo como una estructura formidable. En junio de 1927, un lector del Herald Tribune escribió una carta a ese periódico en la que decía que el edificio es "enorme, sólido, elevado y, por supuesto, encarna el conocimiento y la habilidad más modernos", pero califica la falta de ornamentación como un literal "revés colosal". En respuesta, el crítico del Herald Tribune, SJ Vickers, dijo que "el frente simple y austero representa los esfuerzos del diseñador por simbolizar aún más las tremendas fuerzas responsables de los gigantes hirvientes en nuestra gran ciudad". La revista Brooklyn Life dijo en 1929 que el Graybar representaba una "impresionante belleza de acero macizo" con "estatuas severas y exóticas". El crítico Parker Morse Hooper calificó la decoración de "conservadora"pero "inusualmente interesante". El arquitecto Robert A. M. Stern, en su libro New York 1930, llamó al Graybar un "coloso comercial por excelencia"que simbolizaba "la cultura de la congestión".